# 姫 (姓)

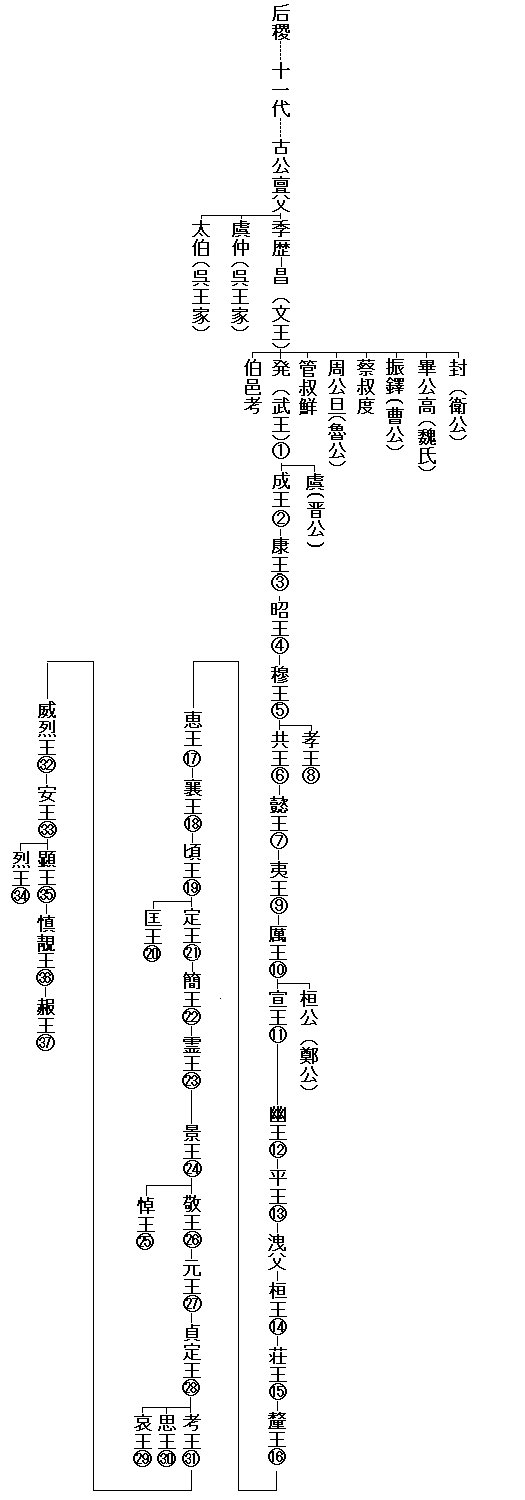
基本的に左が年長。重要でない人物は省略してある。

姬（き）は、中国の姓で、上古八大姓の一つである。姬と姫とは本来別文字である。日本語では姬を姫に流用する慣習となっている。
2020年の中華人民共和国の統計では人数順の上位100姓に入っておらず、台湾の2018年の統計では「姬」が276番目に多い姓で、788人がいる。「姫」が477番目に多い姓で、157人がいる。

## 概要
中国史では、姬姓は元々、禹の姒姓と同祖であり、黄帝、帝嚳の別姓とされる。嚳の子孫の后稷はこの姬を姓として使ったという。后稷の子孫とされる古公亶父が周の始祖であり、その曾孫の武王が殷を滅ぼして、周王朝を築いたためその国姓となった。
周王室から分家した姬姓の諸国として呉（諸説あり）・燕（諸説あり）・晋（もとは唐、諸説あり）・韓（晋の分家で分岐国、晋と同様に諸説あり）・魏（もとは畢、晋の分岐国）・管・魯・鄭・衛・霍・虢（東虢/西虢に分岐）・曹・蔡・虞・滕・随・韓（戦国の韓とは別国家）・劉などが挙げられる。
その後、春秋戦国時代の激動の時代の中で次第に姓は氏（例えば公孫氏など）を用いることが多くなり、周およびその分家の国が滅んでいく中で姬姓と称する者は徐々に消滅していった。
史料によると、その後の姬姓に該当する人物としては、漢の武帝が封禅を行おうとした際に、周の末裔を探したところ庶流筋の姬嘉という人物を発見し、周子南君に封じて、周の祭祀を奉じさせたと記載されている。この人物は、衛の公族筋で、以後時代の変遷と共に何度か転封を繰り返しながら、西晋期間中まで存続し、少なくとも咸康2年（336年、東晋代）までに戦乱のために断絶したと記録されている。
それ以後では例えば『新唐書』において王羲之で有名な琅邪王氏などが姬姓に出自すると書かれているが、おそらくは後世の付会である。また避諱によって改姓した事例もあり、中唐の玄宗（李隆基）の治世、「姬」は「基」と発音が同じことから、当時の姬姓は周姓に改めるよう要求された。
しかし、北宋時代に作られた当時の中国人の姓を一覧にした詩『百家姓』には姓のひとつとして紹介されており、姬姓の中国人は、現代でも少数ながら存在する。
（ただし、戦国末期以降、姓と氏は同一化し、一部の中国人は姓を以って氏としており、現代の姬姓は詐称や改姓でない限りは、その名残であろう。したがって、古代周時代の定義による「姬姓」の人は、姬姓から分かれた周氏、魯氏、管氏、蔡氏、霍氏、曹氏、衛氏、滕氏、畢氏、万氏、魏氏、原氏、毛氏、雍氏、応氏、韓氏、唐氏、凡氏、蔣氏、邢氏、茅氏、祭氏、鄭氏、劉氏などを含むと伝わる）

## 著名な人物 （古代を除く）
- 姫際可 - 明末清初の武術家。
- 姫鵬飛 - 中華人民共和国の政治家。副総理、外交部長などを務めた。
- 姫麒麟 - 俳優。
- 姫玉 - 女優。
- 姫晨牧 - 俳優。